# Lucjan Kieszczyński

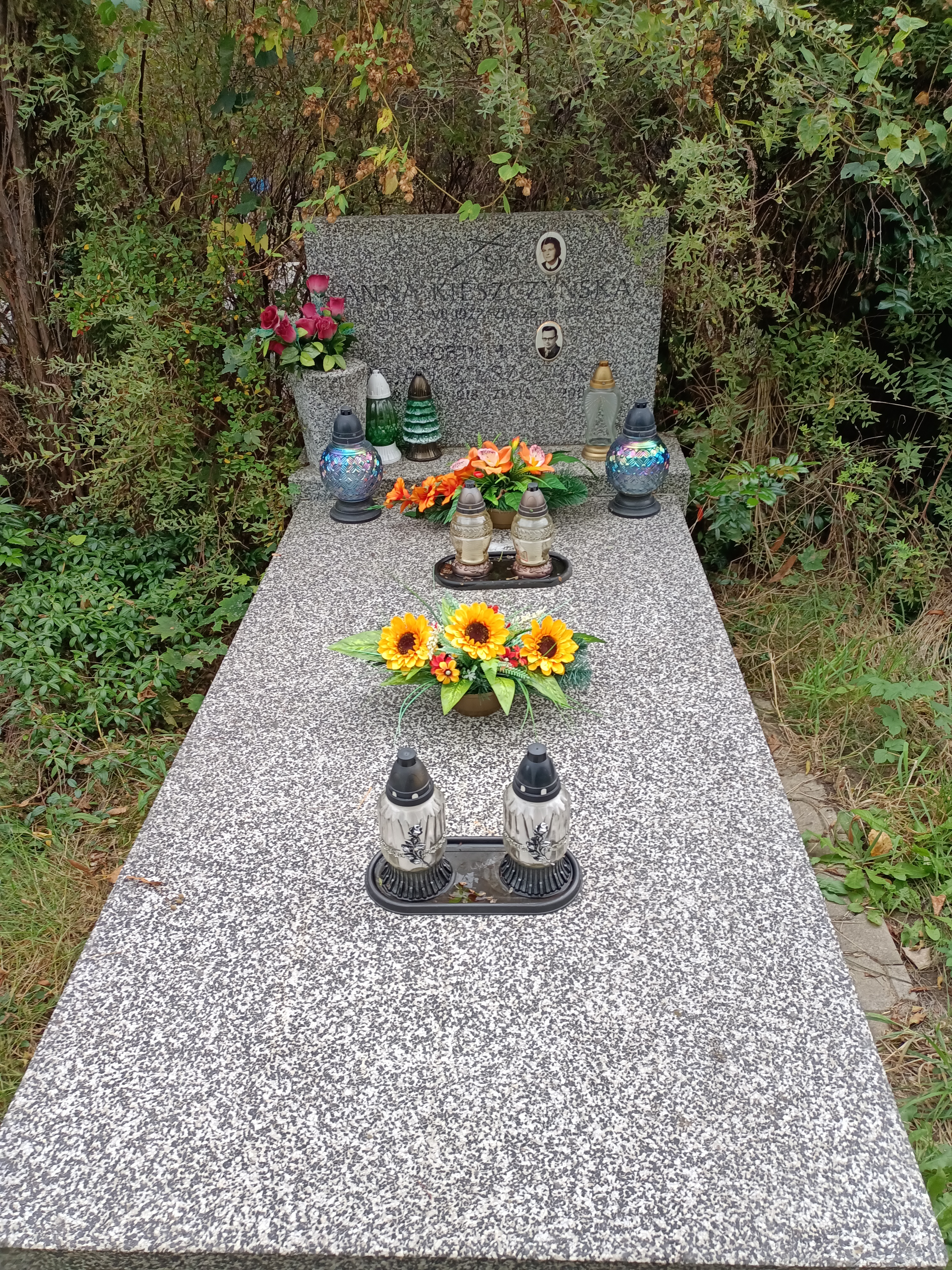
Grób Lucjana Kieszczyńskiego na Cmentarzu Komunalnym Północnym w Warszawie

Lucjan Władysław Kieszczyński (ur. 26 listopada 1918 w Sosnowcu, zm. 16 marca 2002 w Warszawie) – polski historyk, badacz dziejów ruchu robotniczego, działacz partyjny.

## Życiorys
Syn Józefa i Władysławy z Jaroszewskich. W latach 1935–1936 był członkiem Organizacji Młodzieży Towarzystwa Uniwersytetu Robotniczego. W 1939 r. wstąpił do grupy konspiracyjnej związanej ze Stronnictwem Pracy (frakcją „Zrywu”, od 1943 Stronnictwo Zrywu Narodowego). W 1945 r. wstąpił do Polskiej Partii Robotniczej. Był delegatem na I Zjazd PPR. Ukończył dwumiesięczny kurs Centralnej Szkoły PPR w Łodzi, po ukończeniu wykładał tam, następnie przeniesiono go do Wojewódzkiej Szkoły Partyjnej. Ukończył w okresie 1947–1948 kursy przygotowawcze na studia wyższe dla kandydatów bez matury i od października 1948 studiował na Uniwersytecie Łódzkim, nadal pracując w miejscowym szkolnictwie partyjnym. Pracę mgr przygotował pod kierunkiem Józefa Dutkiewicza o strajku powszechnym w Łodzi w 1933 roku. W 1951 przeniesiono go do Wydziału Historii Partii przy KC PZPR w Warszawie. W 1962 roku obronił na Wyższej Szkole Nauk Społecznych doktorat o strajkach w Łodzi w latach 1929–1933 (promotor Stanisław Arnold). Od 1970 roku pracował w Wyższej Szkole Nauk Społecznych. W 1979 habilitował się na podstawie rozprawy Polityka KPP w ruchu zawodowym w latach 1926–1938. W 1989 roku uzyskał tytuł profesora nauk humanistycznych, w tym roku przeszedł na emeryturę. W swojej pracy naukowej skupiał się na dziejach ruchu zawodowego i spółdzielczego. Był współzałożycielem i redaktorem „Biuletynu Biura Historycznego CRZZ”, „Kwartalnika Historii Ruchu Zawodowego” i „Kwartalnika Historii i Teorii Ruchu Zawodowego”. Autor haseł w Polskim Słowniku Biograficznym i Słowniku biograficznym działaczy polskiego ruchu robotniczego. 
Został pochowany na cmentarzu Północnym w Warszawie.

## Wybrane publikacje
- Strajk powszechny w Łodzi w 1933 r, Łódź 1954.
- Powszechny strajk włókniarzy Łodzi i okręgu w 1933 r.,  Warszawa: „Książka i Wiedza” 1958.
- Ludzie walki: sylwetki łódzkich działaczy robotniczych, t. 1, Łódź: Wydawnictwa Łódzkie 1967.
- Węzłowe zagadnienia ruchu robotniczego w Polsce w latach kryzysu gospodarczego: 1929-1933, Warszawa: Wydział Propagandy i Agitacji KC PZPR 1967.
- Ruch strajkowy w przemyśle włókienniczym okręgu łódzkiego w latach kryzysu gospodarczego 1929-1933, Łódź: Wydawnictwo Łódzkie 1969.
- Kronika ruchu zawodowego w Polsce 1808-1939 : ważniejsze wydarzenia. Cz. 1, Ruch zawodowy na ziemiach polskich w okresie zaborów : lata 1808-1918. Cz. 2, Polska niepodległa: lata 1918-1939,  Warszawa: Instytut Wydawniczy CRZZ 1972.
- Syndykalizm,  Warszawa: WSNS 1983.
- (współautor: Henryk Cimek) Komunistyczna Partia Polski, Warszawa: „Książka i Wiedza” 1984.
- Ruch robotniczy w Polsce w latach 1929-1935, Warszawa: ANS 1986.
- Komunistyczna Partia Polski a ruch zawodowy 1918-1938, Warszawa: ANS 1990.
- Pamiętnik z lat młodzieńczych. Cz. 2, Wrzesień 1936 – styczeń 1945: (pamiętnik młodego robotnika),  Warszawa: Towarzystwo Naukowe im. Adama Próchnika 1996.
- Pamiętnik z lat dziecinnych i wczesnomłodzieńczych: Sosnowiec, Łódź. Cz. 1, Do 1936 roku,  Warszawa: Towarzystwo Naukowe im. Adama Próchnika 1997.

## Nagrody
- Nagroda zespołowa „Trybuny Ludu” (1984)[7].
- Nagroda im. Ludwika Waryńskiego (1985, wspólnie z Henrykiem Cimkiem) za książkę "Komunistyczna Partia Polski 1918-1938" (Książka i Wiedza)[8]